# Natxo Insa
Ignacio Insa Bohigues (Cocentaina, Alicante, España, 9 de junio de 1986), más conocido como Natxo Insa,  es un futbolista profesional hispano-malasio que juega como mediocentro en el Johor Darul Takzim FC, de la Superliga de Malasia, y en la selección de Malasia.
En 2017, su hermano y también futbolista profesional Kiko Insa reveló que una de sus abuelas, que por tanto también lo es de Natxo, había nacido en Kuala Lumpur (Malasia).

## Trayectoria
Centrocampista de contención con gran capacidad de brega, formado en la cantera del Valencia Club de Fútbol, es un excelente recuperador de balones y cuando tiene el esférico en su poder lo distribuye con criterio. Siendo jugador del Mestalla, debuta con el primer equipo en diciembre  de 2006 en un partido de Champions contra la Roma en el Olímpico. Su único partido en Primera División con el Valencia C. F. sería en los minutos finales del último partido de liga contra la Real Sociedad. Finalizando esta etapa en su primer club, en verano de 2007 es traspasado a la Sociedad Deportiva Eibar donde compite dos temporadas.
Regresa a un equipo de la Comunidad Valenciana en 2009, en este caso sería el Villarreal Club de Fútbol, así llegó a la disciplina amarilla con la carta de libertad bajo el brazo, para competir con su filial en Segunda, donde permanecería también por dos años y tendría de nuevo solo una aparición puntual con el primer equipo.
El 24 de junio de 2011 ficha por el Real Club Celta de Vigo, donde sería quizá su etapa más reconocida. El 27 de mayo de 2012, contra el Gimnàstic de Tarragona en Segunda División, marca el segundo gol del Celta de Vigo en el partido, que acabó 1-2 para los gallegos, y que firmaría prácticamente el ascenso del Celta a la Primera División después de 5 años deambulando por la división de plata del fútbol español.
Al año siguiente, en Primera División, resultaría clave en un final de liga, en el que a falta de 4 partidos, el Celta estaba último y con solo un 4% de posibilidades de salvarse. El 1 de junio de 2013, contra el R. C. D. Español, marcó el gol que mantenía al Celta en Primera División. Aun así no se le renovaría el contrato a la temporada siguiente y marcharía al Antalyaspor de la Superliga de Turquía, con el que sin embargo no jugaría mucho y descendería de categoría al final de temporada, tras la cual firmaría una rescisión de contrato, quedando sin equipo para la temporada siguiente.
Mientras tanto en Vigo se le sigue recordando como un jugador querido por la afición, y el 25 de septiembre de 2014 se crea la Peña Celtista Natxo Insa, en agradecimiento por su aportación en la historia reciente del Celta de Vigo.
El 21 de enero de 2015 se hace oficial su fichaje por el Real Zaragoza. La entrada de Insa al club aragonés supuso también la salida de Carlos Diogo, debido a la restricción impuesta al equipo por la RFEF en cuanto al límite de fichas profesionales inscritas por los maños.
En mayo de 2017 consigue con el Levante UD el ascenso a la Liga Santander (Primera División). Pocos días después, se desvincula del club granota para fichar por el Johor Darul Takzim de Malasia, para lo cual renuncia a la prima por dicho ascenso y a la mitad de su ficha anual.
El 22 de marzo de 2018, se produce su debut con la selección de Malasia en el encuentro disputado contra la selección de Mongolia.

## Clubes
| Club                    | País                | Año                 | Partidos | Goles |
| ----------------------- | ------------------- | ------------------- | -------- | ----- |
| Valencia C. F. Mestalla | España              | 2006-2007           | 36       | 2     |
| Valencia C. F.          | España              | 2006-2007           | 2        | 0     |
| S. D. Eibar             | España              | 2007-2009           | 57       | 3     |
| Villarreal C. F. "B"    | España              | 2009-2011           | 74       | 2     |
| Villarreal C. F.        | España              | 2010-2011           | 1        | 0     |
| R. C. Celta de Vigo     | España              | 2011-2013           | 49       | 3     |
| Antalyaspor Kulübü      | Turquía             | 2013-2015           | 20       | 1     |
| Real Zaragoza           | España              | 2015                | 17       | 0     |
| A. D. Alcorcón          | España              | 2015-2016           | 35       | 2     |
| Levante Unión Deportiva | España              | 2016-2017           | 35       | 2     |
| Johor Darul Takzim FC   | Malasia             | 2017-Actualidad     | 89       | 6     |
| Total en su carrera     | Total en su carrera | Total en su carrera | 415      | 21    |

(Incluye partidos de 1ª, 2ª, 2ªB, Promición ascenso a 1ª, Copa del Rey, Promoción de permanencia 2ªB, Champions League y Süper Lig de Turquía)

## Palmarés
| Título                     | País    | Club                  | Año       |
| -------------------------- | ------- | --------------------- | --------- |
| Segunda División de España | España  | Levante UD            | 2016-2017 |
| Superliga de Malasia       | Malasia | Johor Darul Takzim FC | 2017      |
| Copa de Malasia            | Malasia | Johor Darul Takzim FC | 2017      |
| Malasia Charity Shield     | Malasia | Johor Darul Takzim FC | 2018      |